# メイド イン ワリオ
『メイド イン ワリオ』は、2003年3月21日に任天堂より発売されたゲームボーイアドバンス用アクションゲームであり、メイド イン ワリオシリーズの第1作。公称ジャンルは瞬間アクション。アメリカでは『Wario Ware, Inc. Mega Microgame$』という名称で同年5月26日に、ヨーロッパでは『Wario Ware Inc. Minigame Mania』という名称で同年6月6日に発売されている。

## 概要
本作はワリオとその仲間達が作ったゲームをテストするという形で、次々と出されるプチゲーム（5秒程度で終わるミニゲーム）をプレイして行く。
複数のミニゲームをプレイしながらストーリーを進めるタイプのゲームは以前にも存在していたが、本作の特徴として「1つのミニゲームの時間が極度に短い」「各ゲームの間に入る合いの手」があり、さらにゲームを進めるごとにどんどんスピードが上がっていき、これが独特のリズムを生んでいる。またその破天荒なゲーム内容を盛り上げるワリオらの個性的なキャラクターやギャグ色の強いゲーム画面などの笑いの要素から人気を博して、2003年のヒット作の一つに上げられるほどの売れ行きを見せた。
本作は、64DDの『マリオアーティスト ポリゴンスタジオ』の中にあった「サウンドボンバー」というミニゲームが元になっている。マリオアーティストシリーズのディレクター松岡洋史が、サウンドボンバーを一本のソフトとして是非作りたいと思い制作された。
なお、本作のプチゲームはニンテンドー ゲームキューブ用ソフト『あつまれ!!メイド イン ワリオ』にも同じ物が収録されている。またプチゲームとは別に、ゲームを遊び条件をクリアしていくと手に入れることが出来るミニゲームも収録されているが、こちらはゲームキューブ版には収録されていない。
また、8月10日の値下げ以前にニンテンドー3DSを購入した人対象のお詫びである「アンバサダー・プログラム」にて3DSのバーチャルコンソールの限定配信が2011年12月16日に開始され、そして2014年4月3日からはWii Uのバーチャルコンソールにて正式に配信開始された。
2023年2月9日より配信された『ゲームボーイアドバンス Nintendo Switch Online』にて、本作が初期ソフトの一つとして収録されている。

## あらすじ
プロローグ
テレビでゲームソフト「PYORO」の売れ行きが好調であるというニュースを見ていたワリオは、自分もゲームを作って大儲けしようと目論む。そして自身の家をゲーム会社「ワリオカンパニー」（英名：Wario Ware Inc.）へと改造し、製作に取りかかるも1人では不可能と判断。そのため仲間に協力を求め、ゲームの完成を目指す。
エピローグ
その後、完成した自分のゲームの大ヒットにより莫大な利益を得たワリオは、社員から山分けを促され、儲けを独り占めしようとロケットでの逃亡を図る。しかし、その途中で飛行していたクライゴアと衝突し、そのまま海へと墜落。結局、手に入れた売上金も全て放り出されてしまうのであった。

## 基本ルール
プチゲーム開始時にするべき事（「いれろ」「とめて」など）が表示されるので、それに従って十字キーやAボタンを操作する。プチゲームのノルマを達成できないとライフが減り、4回ミスするとゲームオーバー。ステージ毎に決められた数のプチゲームをプレイするとスピードがアップし、最後にボスゲームが出現し、これをクリアできればそのキャラはクリアとなる。初回のみ失敗した場合はライフが減ってボスゲームをやり直すことになる。
ストーリーは入門ステージ「ワリカセ」から始まり、各ステージをクリアすると次のステージが出現する。最終ステージ「ワリオ」をクリアすればストーリー上は全面クリアとなる。ただしそれ以降もプチゲームの図鑑を埋めたりエンドレスプレイで一定以上の成績をあげることでいくつかの隠されたモードやゲームが出現する。これにはL/Rボタンを使用する2人プレイ用のゲームや、過去の任天堂作品をリメイクしたものなどが含まれる。このようにやり込み要素が数多く盛り込まれている。
クリアしたキャラを選択すると、そのキャラが出すジャンルのゲームをエンドレスにプレイすることが可能。この際はボスゲームをクリアできた場合にライフが1回復するというルールがある。失敗したときにライフが1減るのは以前と同様だが、この時も次のレベルに進むという点が異なる。レベル3の状態でさらに進むとスピードが上昇し続け、ボスゲームも現地点でのスピードで行うことになる。スピードは最大2倍速まで上昇する。このモードの中には一定以上の成績を記録するとサブゲームが出現する物がある。
収録されるプチゲームは合計213に及びプレイしたプチゲームは自動的に図鑑に登録されていき、図鑑では特定のプチゲームをひたすらプレイし続けることが可能。レベル1・レベル2・レベル3の3段階を順番にクリアするとスピードが1段階ずつ速くなり、その繰り返しが続く。なお、通常ステージとは違い、最大4倍速までスピードが上昇する。図鑑ではプチゲームごとにノルマが設定されており、4回失敗するまでに規定回数をクリアできればそのゲームのノルマは達成され、図鑑の項目にマークが付けられる。全てのゲームでノルマを達成することで出現する隠し要素も存在する。

## ステージ一覧
登場キャラクターの詳細はメイド イン ワリオシリーズを参照
ワリカセ（ジャンル：テハジメ）
- 最初に挑戦する入門ステージ。基本的な操作を覚えるための難易度の低いゲームが揃っている。ダイヤモンド、きせかえ、スパイ、パンチング・マシン以外のプチゲームは、「ドリブル」「カット」「ワリオ」のステージにも登場する。但し、カットでは1段階、ワリオでは2段階、難易度が最初から高くなった状態になっている。
- 10ゲームでステージクリア、レベルアップ（ボス含む、以下同）。残機はカセットデッキの音量目盛りで表示。

ジミー・サング（ジャンル：スポーツ、リミックスNo.1＆No.2）
- 1回目は「ワリカセ」、2回目は「モナ」「ナインボルト」「ドリブル」全て、3回目は「クライゴア」「オービュロン」「カット」全てをそれぞれクリアすると出現。1回目（青色のカツラ）はスポーツ系専門、2回目・3回目は過去に登場したプチゲームをミックスして出す「リミックスステージ」となっている。リミックスNo.1（黄色のカツラ）ではジミー本人（スポーツ）とモナ（ヘンナノ）・ナインボルト（ニンテンドー）・ドリブル（SF）、リミックスNo.2（赤色のカツラ）ではクライゴア（リアル）・オービュロン（IQ）・カット（イキモノ）（ただしボスのみジミー本人のもの）を扱っており、最初からLV2の状態となっている。
- スポーツは15ゲーム、リミックスNo.1＆No.2は20ゲームでステージクリア、レベルアップ。スコアはジミーに届いた携帯電話のメールの数、残機は携帯の残りの電池量で表示。
- 「ドリブル」「クライゴア」「カット」のプチゲームは、元のステージ専用のBGMではなく、各プチゲーム本来のBGMが使用されている（「図鑑」「おきらく」「スリリング」「げきむず」も同様）。なお、通常プチゲームのカウントダウン時の効果音は時計の針が進む音だが、彼のステージのみ電話のプッシュ音とトーン信号になっている。

モナ（ジャンル：ヘンナノ）
- 「ジミー（スポーツ）」をクリアすると出現。ジェラート屋でバイトをしている。日常にあるような物を題材に、シュールで一風変わったゲームを出す。
- 15ゲームでステージクリア、レベルアップ。スコアは追い払ったパトカーの台数、残機はモナーズ3号の食べているバナナの数で表示。

ナインボルト（ジャンル：ニンテンドー）
- 「ジミー（スポーツ）」をクリアすると出現。任天堂マニアであるナインボルトが集めた、歴代の任天堂製品がモチーフとなっている。
- 15ゲームでステージクリア、レベルアップ。スコアはEXP、残機はHPで表示。

BGMは、元になったゲームのオリジナル音源を再現した独自のものが多い。また、上記のステータス記述をはじめ、ゲーム画面はRPG風の演出が施されており、スピード上昇時は「すばやさ」が上がったと表記される他、ゲームオーバー時のメッセージが『ドラゴンクエスト』のパロディになっている。
ドリブル＆スピッツ（ジャンル：SF）
- 「ジミー（スポーツ）」をクリアすると出現。宇宙を題材にしたSF系が中心だが、時代劇・特撮系の物も含まれている。また、「ワリカセ」のプチゲームも登場する（レベルは「ワリカセ」と同じLV1から）。
- 25ゲームでステージクリア、レベルアップ。スコアは走行距離（km単位）、残機は左上のスピッツ人形で表示。
- このステージはスピードの上がり方が変則的で、スピード上昇時には色が変化する他、普通速から加速していく。また、各プチゲームのBGMの代わりに、歌詞付きの専用のBGM（曲名「声の漂う波間まで」）が使用されており、歌パートは一貫して共通だが、伴奏パートはLV1ではスピード上昇時、LV2以降はプチゲーム1つごとに変化する。

カット＆アナ（ジャンル：イキモノ）
- 「ジミー（リミックスNo.1）」をクリアすると出現。動植物を題材にしている他、「ワリカセ」のプチゲームがLV2から登場する。
- 25ゲームでステージクリア、レベルアップ。残機はカットの刀で表示。
- スコア、スピード上昇、レベルアップの表示がすべて漢字になっている(スピード→遅い方から「松ノ間」「竹ノ間」「梅ノ間」、ボスステージ→「天守閣」、レベルアップ→「演歌道」。また1upは「ごほうび」)。ちなみに海外版でも漢字のまま。
- 各プチゲームのBGMの代わりに、ドリブル＆スピッツ同様歌詞の入った専用BGM（曲名「はるなつあきふゆ」）が使用されている。

Dr.クライゴア（ジャンル：リアル）
- 「ジミー（リミックスNo.1）」をクリアすると出現。リアル主義者であるクライゴアの性格を反映し、実写を取り込んだゲームが多い。
- 15ゲームでステージクリア、レベルアップ。残機はトイレットペーパーで表示。なお、スピードアップ時の速度上昇が「ワリオ」以外の他のステージに比べて微妙に早い。
- 各プチゲームのBGMの代わりに、ドリブル＆スピッツ、カット＆アナ同様ステージ専用のBGMが使用されている。この曲は『まわるメイドインワリオ』までのシリーズのテレビCMでも使用された。

オービュロン（ジャンル：IQ）
- 「ジミー（リミックスNo.1）」をクリアすると出現。知力系のゲームが揃っており、他のステージに比べて制限時間が長い。
- 15ゲームでステージクリア、レベルアップ。スコア残機はオービュロンの宇宙船を引き上げる宇宙ウサギで表示。

ワリオ（ジャンル：ナンデモアリ）
- 「ジミー（リミックスNo.2）」をクリアすると出現。その名の通り、昔の任天堂ゲーム、リアル画像など、これまでの全キャラクターのジャンルを集めており、全てのプチゲームに何らかの形でワリオ本人が登場する。また、いくつかのプチゲームにはマリオが敵キャラとして登場している。「ワリカセ」のプチゲームが初めから最高のLV3で登場する、スピードアップ時の速度上昇が他と比べ微妙に早いなど、最終ステージにふさわしく、難易度は高い。
- プロローグとエピローグはテハジメのオマージュ。
- 25ゲームでステージクリア、レベルアップ。残機はワリオのアイコンで表示。

おきらく
- 「ワリオ」をクリアすると出現。舞台はバラエティー タワー（豚の装飾がされている青色のビル）。
- 残機は通常のプチゲームと同じく4（後述の通り1UP無し）、プチゲームがLV1・最も遅いスピードで登場する。

スリリング
- 「おきらく」を15ゲーム以上クリアし、かつスコアに記録されると出現（途中で中断すると記録されないので出現しない。この条件は他のゲームも共通）。舞台はワンチャンス マンション（豚の装飾がされている黄色のビル）。
- スピードは最も遅いが、全てLV3に設定されている上に、残機が1しかないのでプチゲームに1度でも失敗すると即ゲームオーバーになってしまうサドンデスモード。

げきむず
- 「スリリング」を15ゲーム以上クリアすると出現。舞台はエキサイティング ビル（豚の装飾がされている赤色のビル）。
- スリリングと反対に、LV1に固定されているが、初めからスピードが非常に速い（スピード自体は変化しない）。残機は4。

とことんボス
- 「ワリオ」をクリアすると出現。舞台はホテル ニュー オヤダマ（豚の装飾がされている紫色のビル）。
- パンチング・マシン（ワリカセ）、ボクシング（ジミー）、クギうち（モナ）、ウルトラマシン（ナインボルト）、ギャラクシー2003（ドリブル）、カエルジャンプ（カット）、ちきゅうをまもれ!（クライゴア）、ダンジョン・クエスチョン（オービュロン）、ワリオのぼうけん（ワリオ）の順番にすべてのボスゲームを挑戦し続ける。
- 最初からスピードが速い上に、他のプチゲームと異なり、1つずつクリアしないと次のゲームに進めない（失敗すると、同じゲームをやり直す事になる）。残機は4。
- 「おきらく」「スリリング」「げきむず」に共通する特徴は『レベルアップが無い代わりに、減った残機を回復できない』『これまで挑戦した事のある（図鑑に載っている）通常のプチゲーム全てが登場する』の2つ。これに「とことんボス」も含めると、『図鑑と同じBGMを使用[9]』『スコアはエレベーターの階数、残機は画面上部のハートマークで表示』が共通点となっている。

## プチゲーム一覧
ワリカセ（テハジメ）
- ボウソウじどうしゃ、かいてんばん、ぼうつかみ、ダイヤモンド、ごろごろボール、UFOをうて!、きせかえ、ドライブ、おタカラいっぱい!、スーパーワリオ、スパイ、カウンター、パンチング・マシン（ボス）

ジミー〔ジミー・サング〕（スポーツ）
- まるたわり、アーチェリー、キャッチボール、トランポリン、ボウリング、バッター、テニス、バタフライ、ハンマーなげ、いちりんしゃ、パットゴルフ、スキージャンプ、ヤマのぼり、にんげんピラミッド、じゅうりょうあげ、カーリング、バスケット、ハードル、サッカーPK、なわとび、ハイパージャンプ、バレーボール、スケボー、スノボー、ボクシング（ボス）

モナ（ヘンナノ）
- かみヒコーキ、めぐすり、パーキング、トーストキャッチ、はなのあな、でんしゃSTOP!、ピンセット、はなび、ヘアーサロン、ページ、パスタ、ハリ＆イト、のこぎり、ビルかさい、でかいあし、ハナミズ、トラック、おばけライト、ローリング、かざん、エアバッグ、タマゴ、フードシューティング、はみがき、クギうち（ボス）

ナインボルト（ニンテンドー）
- バルーントリップ（'85年、FC）、ダックハント（'84年、FC&光線銃）、ゲームボーイ（'89年、GB）、ドンキーコング（'81年、アーケード）、F-ZERO（'90年、SFC）、ファミリーベーシック（'84年、FC）、スーパーマリオBROS.（'85年、FC）、ウルトラハンド（'66年）、チリトリー（'79年）、こうせんじゅうカスタム ガンマン（'76年）、ホーガンズアレイ（'84年、FC&光線銃）、マリオペイント～ハエたたき（'92年、SFC）、アイスクライマー（'85年、FC）、ゼルダのでんせつ（'86年、FC&ディスクシステム）、シェリフ（'79年、アーケード）、ドクターマリオ（'90年、FC）、レーシング112（'78年、ソフト内蔵家庭用TVゲーム機）、マリオクラッシュ（'95年、バーチャルボーイ）、G&Wヘルメット（'81年、ゲーム&ウオッチ）、アーバンチャンピオン（'84年、FC）、ロボット（'85年、FC&ロボットブロックセット）、メトロイド（'86年[10]、FC&ディスクシステム）、ワイルドガンマン（'84年、FC&光線銃）、レーザーブレーダー（'93年、SFC&スーパースコープ）、ウルトラマシン（ボス、'68年）

ドリブル〔ドリブル＆スピッツ〕（SF）
- エイリアンキャッチャー、ニンレンジャー2ごう（バイク回転）、スペースファイター、ニンジャ / やねわたり、ニンテンマン1（炎・岩よけ）、3D フライ、とべ!ヒーローマン、ニンジャ / ゆみやかわし、ガッタイガーV、じぶんがUFO、ニンテンマン2（押し出し）、3D レッドボール、いんせきロケット、ニンレンジャー3ごう（爆弾よけ）、パネルショット、ニンジャ / きれ!、ニンテンマン3（コマンド）、ヘンシ～ン!、トンネルUFO、かせいにて…、うちゅうようさい、ニンジャ / ぶんしん、ニンレンジャー4ごう（ウイリー）、たけきりサムライ、ギャラクシー2003（ボス）

カット〔カット＆アナ〕（イキモノ）
- ネズミたたき、たべるカメ、カメレオン、はなをさかせて、もぐらイモ、シャッターチャンス、ゴマちゃんのだいボウケン、クチバシ、しゅうかく、ネズミとり、シーソー、カ、DOGジャンプ、フルーツ、ペンギン、キツツキ、カエルボール、ミミズ、あめネコ、どうぶつキャッチャー、モンキーバナナ、じしんとタマゴ、わるもの、クジラわたり、カエルジャンプ（ボス）

Dr.クライゴア（リアル）
- バナナ、はんしゃミラー、ミニカーレース、ニンレンジャー1ごう（怪人倒し）、イチゴケーキ、ねむいネコ、どろニンゲン、ハリセンボン、リンゴ、シンバル、ウチュウじんベロちゃん、スイカボール、ふんすい、クルマこうじょう、ステーキ、ちょうのうりょく、クレヨン、とうぎゅう、やさいスロット、どれ?、おサルとリンゴ、マメとばし、おて!、ヤカン、ちきゅうをまもれ!（ボス）

オービュロン（IQ）
- ほめろ / けなせ、コマンドにゅうりょく、カップラーメン、プランクトン、めいろ、カウント、うしろすがた、ムシバ、スフィンクスのナゾ、はぐるま、ダンシング・タイガー、なかまはずれ、コインはどこ?、シアワセのクローバー、てんびん、アドバンスもどき、すきま、でんきナマズ、タコイカ、キーつぶし、ろじうらのネコ、モザイク、はめこみパズル、ヘンテコえんそうかい、ダンジョン・クエスチョン（ボス）

ワリオ（ナンデモアリ）
- ワリオブラザーズ（マリオブラザーズ：'83年、アーケード）、ホットドッグ、カワラわり、ワリオカー、めぐすり?、こいのぼり、ツリーゆらし、ジャンケン、ワリオピンボール、カオづくり、ハラかくし、ゆびずもう、うきわ、もぐらたたき（バーミン：'80年、ゲーム&ウオッチ）、リンゴつぶし、ワリオバイク、ワリオのケーキ、モンタージュ、ちびワリオ（スーパーマリオランド：'89年、GB）、だっしゅつ、くうちゅうせん、しらはどり、ワリオむし、パラソル、ワリオのぼうけん（ボス）

### プチゲームの一例
ワリカセ（テハジメ）
ボウソウじどうしゃ
基本的に、迫ってくる車（車輪を付けたジャガイモ・ソーセージ・サメ）をジャンプして避ける。但し、一旦止まったり、車の方が飛び上がってくるなどフェイントを仕掛けてくる事もある。逆に、まれに引き返したり、車が小さいため触れても跳ね返ってしまい、何もせずにクリアできる場合もある。（その場合は、普通「よけろ!」と表示されるところが「よけろ?」と表示される）
UFOをうて！
宇宙船に乗り画面上を飛んでいるUFOを撃ち落とす。なお、弾はUFOの数と同じだけしか用意されておらず、1発でも外すとミスになってしまう。
スーパーワリオ
『スーパーマリオブラザーズ』のパロディ（BGMもオリジナルのアレンジ版）。クリボーに似た敵をワリオが踏んで倒すのはほぼ同じだが、ワリオは常にジャンプしているため、少ないタイミングで確実に倒さなければいけない。なお、元ネタとなった作品も『スーパーマリオBROS.』名義で、ナインボルトのプチゲームとして用意されている。
パンチング・マシン（ボス）
吊るされた鉄球を何度もパンチして、破壊すればクリア。徐々に鉄球の揺れやスピードが速くなっていく。ちなみに、最初から何もボタンを押さずにいると鉄球が落ちてミスとなってしまう。
ジミー（スポーツ）
まるたわり
上下に動くメーターのタイミングを見計らって、丸太を割る。メーターは緑・黄色・赤の3段階に分かれており、赤く表示された時のみボタンを押せばクリア。レベルが上がると、赤いメモリの幅が短くなる。このルールのプチゲームは、他にもいくつか存在する。
キャッチボール
画面の奥から飛んでくる野球のボールをグローブで受け止める。失敗すると、画面にひびが入る（ガラスを割ってしまうような感じ）演出が施されている。なお、これと同じBGM（犬の遠吠え）が使われる種類のプチゲームは、全体的に制限時間が短い。
カーリング
実際のカーリング同様、画面右から滑ってくるストーンを左側にある円内に止めるのが目的。Aボタンで進路上の雪をブラシで払う。時間内に完全に静止しなければならない。
ボクシング（ボス）
敵が光りだして攻撃を始めるタイミングに合わせ、左右に避けつつカウンターアタックを決める。プレイヤーの体力は3だが、敵はレベルに応じて5まで上昇し、強い敵になるとプレイヤーの残りの体力に係わらず一撃で倒してしまう強化攻撃をする事がある。街頭テレビの試合中継を模した演出が特徴。
モナ（ヘンナノ）
めぐすり
左右に動く目薬を、目の真上に来た所でAボタンを押して差す。「ワリオ」ステージにも似たバージョンの「めぐすり?」があるが、こちらは目薬が大嫌いなワリオが目からレーザーを発射して目薬を粉々に破壊してしまう。
パーキング
十字キーの下ボタンを押して、画面下部の駐車場に自動車を入れる。
はなのあな
画面上に人の鼻があり、下で指が左右に往復している。タイミング良くAボタンを押し、指を鼻の穴に入れるのが目的（入れ損ねると鼻がひしゃげてしまう）。このゲームの代名詞的なものとされており、プレイやんのミニゲームに逆に指を鼻に入れさせないように撃ち落すというゲームが、『まわるメイドインワリオ』のボスゲームにも鼻を撃ち落とす物があり、『さわるメイドインワリオ』ではこのゲームがそのまま収録されている。
クギうち（ボス）
「はなのあな」とは反対に、上で左右に往復するハンマーをタイミング良く釘に打ち続け、釘が完全に打ち込んだらクリア。釘以外の部分から叩いたり、制限時間以内に叩かないか、十字キーを動かして釘に当ててバラバラに粉砕したり、釘の端の部分しか打ち込めないとずれてしまい、釘が曲がって失敗になる（反対方向に叩けば元に戻る。また、LV3では最初から釘が少し曲がっている）。成功・失敗問わず、釘を押さえる人に、多彩な台詞が用意されている。
ナインボルト（ニンテンドー）
ダックハント
飛んでくる鴨をターゲット内で撃ち落す。失敗すると、猟犬に笑われてしまう。
F-ZERO
ブルーファルコンを操り、路上にいるマシンやフェンスに当たらずに走り続ける。
ゼルダのでんせつ
リンクを操作して、洞窟の中に入れる。敵に触れてもミスにはならないが、弾き飛ばされてしまう。
ウルトラマシン（ボス）
右からピッチングマシンが飛ばしてくる野球のボールをバットで打ち返し、一定の数だけボールを打ち返せばクリア。時折飛んでくる変化球は、画面上部で一旦見えなくなる。
ドリブル（SF）
ニンテンマンシリーズ（ニンテンマン1・ニンテンマン2・ニンテンマン3）
非常にレトロな外見のマリオ風のヒーロー「ニンテンマン」を操り、同じく非常にレトロなクッパ風の敵キャラに対抗する。1では、敵が吐き出してくる岩や炎をよける。2はひたすら押して相手を倒す相撲形式のもので、3は決められたコマンドを入力してビームでとどめをさす。
ニンレンジャーシリーズ（ニンレンジャー2ごう・ニンレンジャー3ごう・ニンレンジャー4ごう）
バイクに乗ったニンレンジャーを操作する。2号はジャンプして斜面に着地するもので、3号は敵が放つダイナマイトを回避するもの、4号では途中を阻む岩をウイリーで乗り越えて走るもの。ちなみ1号はDr.クライゴアステージに登場する。
パネルショット
画面上に5枚のパネルがあり、そのうちの1～3枚（プチゲームのレベルに同じ）が裏返っている。自機を左右に動かしAボタンで撃つことでパネルを裏返すことができる。5枚のパネルが全て表向きになればクリア。カートリッジに登録した名前が問題として出ることがある（3文字以下の場合は「○○○くん」のように敬称が付き、1・2・4文字の場合は「○○○○!」のように、足りない部分が「!」で補われる）。
白黒ニンジャシリーズ（ニンジャ / やねわたり・ニンジャ / ゆみやかわし・ニンジャ / ぶんしん）
白黒画像の忍者が登場するシリーズで、「やねわたり」では下からの攻撃をかいくぐって最後の屋根まで忍者を動かし、「ゆみやかわし」は降ってくる弓矢の雨をかわす（忍者約2人分の安全地帯があり、そこへ逃げる）、「ぶんしん」は分身した忍者の数をカウントするもの。いずれもBGMは「まるたわり」と同じ。
ニンジャ / きれ!
パイプの中を自分の忍者を操作し敵の忍者を斬りつける。SFジャンルに4つ存在する「ニンジャ」を冠するゲームでは、このゲームだけ白黒ニンジャシリーズでない。
ギャラクシー2003（ボス）
シューティングゲーム。宇宙を舞台に、プレイヤーのロケットがミサイルを発射して敵を倒していく。通常の敵は青・緑・赤の3色に分かれており、形によって動きが異なる。緑色の敵は倒すとパワーアップアイテム（取るごとに、ミサイルの弾が2方向、3方向に射程が広がる、1回だけミスを防ぐバリアが張れる）を落とす、赤色の敵は赤い弾で攻撃する（LV2以上のみ）。途中の中ボスはミサイルで直接倒せないが、攻撃するとピンボールのように反射しながら飛び、中央の渦にうまく入れれば倒せる。最終ボスは赤い輪のバリアに守られながら画面を動き回ったり、赤い弾を飛ばして攻撃（LV2以上）してくる（攻撃方法はバリアに入るまでに、攻撃するたびに変色した応じて変化）。最終ボスの動きは3種類あり、一定間隔で中央へ、一定間隔でランダムに輪の外側へ、ひたすら少しはみ出るだけで輪の範囲を移動するだけ、の3種類。一定の数だけ、最終ボスにミサイルを攻撃すればクリア。
カット（イキモノ）
カメレオン
画面を円状に飛ぶハートマークを、カメレオンの長い舌を伸ばして食べる。食べたハートマークの色に応じて、カメレオンも変色する。
シャッターチャンス
端から飛んでくる物体を撮影し、写真の枠内に収めれば成功。LV1ではムササビ、LV2ではツバメ、LV3ではコンコルドが飛んでくる。
わるもの
熊のような悪者を動かして、人間の集団を全部画面外に追い出す。一人でも画面に残っているとミス。
カエルジャンプ（ボス）
高くジャンプするカエル（外見は卵状の形をした黄色い生物）を左右に操作し、一回乗ると消えてしまう雲を乗り継ぎながら、ゴールにあるお風呂を目指す。落ちるとミス。LV2以上は乗るとスピードが速くなる赤い板、逆に、乗るとスピードが遅くなる青い板が登場する。
クライゴア（リアル）
はんしゃミラー
左右に傾く鏡を、中央の?マークに行き着くように光を当てる。
クルマこうじょう
上から落ちてくる車を左右に動かし、タイヤにうまく嵌める。失敗するとタイヤが吹き飛んでしまう。
クレヨン
画面上にあるクレヨンを動かし、画面上の★印まで線を引くのが目的。
ちきゅうをまもれ!（ボス）
プレイヤーは左端にいる顔だけのエイリアンが発射するレーザーを上下に動かし、壺が出してくる隕石をレーザーで消すのが目的。隕石が画面外まで落ちて、地球が消滅してしまうと失敗（壺や隕石が嘲け笑うような動きを見せる）。隕石は丸型（通常の動き）、滴型（一気に落下する）、三角形型（左右に揺れながら落ちる）、小さい丸型（当たり判定が小さい）の4種類があり、全部倒すと壺が直接左右に動き回り（この間にも隕石を落としてくる）、壺をレーザーで焼き尽くせばクリア。
オービュロン（IQ）
コマンドにゅうりょく
画面で指示されたとおりに十字キーやAボタンを入力する。LV3ではコナミコマンド（上上下下左右左右）が出ることがある。
カップラーメン
あみだくじの要領で、下のカップラーメンにお湯が入るように、上のヤカンを正しい位置からそそぐ。
うしろすがた
4体いる後ろ姿のしゃぎぃの中から、画面上のしゃぎぃと同じものをあてる。見分け方は、髪型や手足の位置などで判断する。
ダンジョン・クエスチョン（ボス）
RPGのように複数表示されるコマンドの中から、ただ1つ正しい選択技を選ぶ。ほとんどが似た文字の間違い探しだが、最後のみタイミングよくボタンを押して敵を倒す。
ワリオ（ナンデモアリ）
ホットドッグ
左右に動くワリオをタイミングよく動かして、ホットドッグを全て食べきればクリア。食べる間、少し時間がかかるので注意。
ジャンケン
マリオとのじゃんけん勝負。負けるともちろん失敗だが、あいこなら再挑戦は可能。レベルが上がると、マリオの出す手も変わる。
ちびワリオ
ワリオを操作して、?ブロックからスーパーキノコを出して取り、通常のワリオになればクリア。但し奥にいるマリオが取ってしまうと失敗となる。ゲームボーイ「スーパーマリオランド」のBGMと画像が使用されているが、ワリオの画像のみ「スーパーマリオランド3 ワリオランド」のもの。
ワリオのぼうけん（ボス）
スケボーに乗って障害物を避ける、空を飛んで燃料を補給する、ブーメランで敵を倒す、転がってくる岩から逃げるなど、様々なステージをクリアしていなければいけない。燃料は一つでも取り損ねるとミスとなる。唯一「図鑑」にも操作方法が紹介されていないが、他のプチゲームと同じように操作するのは十字キーとAボタンのみ。ゲームの時間が長く、ボスステージの中でも屈指の難易度を誇る。

## サブゲーム一覧
ゲームの進行に伴い、特定の条件を満たすと遊べるようになる。『あつまれ!!メイド イン ワリオ』には収録されていない。

### 1人プレイ用オリジナルゲーム
なわとび フォーエヴァー
プチゲームの「なわとび」（ジミー）と同様の操作で、できるだけ長い回数飛び続けるゲーム。「ジミー（スポーツ）」をクリアすると出現。操作するキャラクターはワリオ、縄をまわすのはカットとアナが変更されている。100回をクリアすると、次からはなわとびをする時のBGMを選べるようになる（最初から用意されているBGMはドリブルのステージの音楽「こえのただようなみま」と同じ。BGM選択可能後はカットのステージの音楽「はるなつあきふゆ」と、オリジナルのBGM。前者の2曲は画面下部に歌詞が表示される）。
1人プレイ用オリジナルゲームの共通点は、お手つきが無く、1回でも失敗すると即ゲームオーバーになってしまう。
スケボーよ えいえんに
プチゲームの「スケボー」（ジミー）と同様の操作で、障害物にぶつからずできるだけ長い距離を走り抜けるゲーム。「ジミー（リミックスNo.1）」をクリアすると出現。操作するキャラクターは、ナインボルトに変更されている（乗っているのは、ナインボルトのデモ画面にも登場した「ナインボルトSK8」）。ある程度進むと、プチゲームにもあった壁やブロックの他にも、上下に移動する鳥が障害物としてゆく手を阻む。
はてしなく かみヒコーキ
プチゲームの「かみヒコーキ」（モナ）と同様の操作で、紙飛行機を操作して壁にぶつからずできるだけ下まで降りていくゲーム。「ジミー（リミックスNo.2）」をクリアすると出現。一定の地点を通過するごとに最高記録が映し出される（この際、ジミーなどのキャラクターが順序に登場する）。
PYORO
オリジナルのミニゲーム。全てのプチゲームに挑戦し、「図鑑」のプチゲーム一覧を完成させると出現。空から降ってくる豆を、斜め45度に伸びる舌で食べることが目的。出来るだけ高いところで食べる点数が高い。豆に当たるとミス（お手つき無し）。豆が地面に落ちると床が崩れ、移動範囲が狭くなる。たまに落ちてくる白い豆を食べると床が一つ復活する。さらに、光る豆を食べると落下中の豆が全て消え床が10マス回復する。2万点を超えると画面がモノクロになり、3万点を超えると画面が白黒になる。
なお、ゲームのオープニングはこの作品のヒットのニュースを見たワリオが会社を設立するに至る経緯となっている。
PYORO2
オリジナルのミニゲーム。「図鑑」のプチゲーム一覧が完成した状態で、全てのプチゲームで合格点以上のスコアを記録すると出現。空から降ってくる豆を、斜め45度に吹き出す種で消すことが目的（但し非常に速いスピードで飛ばすという設定から、画面上で種は表示されない）。まとめて豆を消すと高得点が狙える。ミスの条件、豆と地面の関係、画面の変化などはPYOROと同様。

### 1人プレイ用リメイクゲーム
ドクターワリオ
ファミリーコンピュータで発売された『Dr.マリオ』のアレンジ版。「ジミー（スポーツ）」を1度クリアした後に、再プレイして20ゲーム以上クリアすると出現。キャラがマリオからワリオに替わり、ウイルスの姿も変更されている（オリジナルと違い、どこか間の抜けた顔つきになっている）。また1人用のみである点、音楽が「CHILL」のみである点も異なる。
ハエたたき
スーパーファミコンで発売された『マリオペイント』内のミニゲームハエたたきの移植版。「ジミー（リミックスNo.1）」を1度クリアした後に、再プレイして25ゲーム以上クリアすると出現。マリオペイントはマウスでの操作であったのに対し、十字キーで操作する。操作がマウスに比べて不自由な分、やや残機が増えやすくなるように変更されている。ステージ間のデモで登場するキャラクターは、マリオ達からワリオをはじめとする「メイド イン ワリオ」のキャラクターに変更されている。
ちなみに、一面でのボスのハエの攻撃パターンはマリオペイントより攻撃パターンが少なく、2周目からマリオペイント版の1周目のパターンになる。
シェリフ
往年の任天堂のアーケードゲーム『シェリフ』（1979年に発売）のアレンジ移植版。基本的な操作は同じだが、プレイヤーがワリオに描き替えられている（オープニング画面では、乱入したワリオがアーケード版のシェリフを追い出すシーンが見られる）。「ジミー（リミックスNo.2）」を1度クリアした後に、再プレイして25ゲーム以上クリアすると出現する。スコア上限は99999999点。

### 2人プレイ用VSゲーム
頭にVSとついたものは、一台のゲームボーイアドバンスのLとRボタンを使って二人対戦する。
VSチリトリー
「モナ」「ナインボルト」「ドリブル」のうち、1つクリアすると出現。プチゲームの「チリトリー」（ナインボルト）と同様の操作で、回転し続ける「チリトリー」をタイミングよく動かし、相手よりも先に100個のチリを取れば勝ち。大きなチリを取ると5個分カウントされるが、時々現れるジミーに触れてしまうとしばらく身動きが取れなくなる上に、10個分のチリが周囲に散らばってしまう。Lボタン側は赤いチリトリー、Rボタン側は青いチリトリーを操作する。
VSチキンレース
「モナ」「ナインボルト」「ドリブル」のうち、2つクリアすると出現。ボタンを押している間足が引かれ、離すとスケボーが蹴りだされる。力の加減を調節して、崖により近い所で止まった方が勝ち。崖に落ちてしまうと負け、両方落ちた場合は引き分けとなる。コースの形はいくつかのパターンに分かれている。Lボタン側はナインボルト、Rボタン側はしゃぎぃを操作する。
『マリオアーティスト ポリゴンスタジオ』にも、これと似たミニゲームが収録されている。
VSドンドン
「クライゴア」「オービュロン」「カット」のうち、1つクリアすると出現。タイミングよくボタンを押して、上下に動くバーで中央の柱に置かれた黄色い物体を相手側に押しこみ、相手を潰すと勝ち。バーの速さはランダムで変化する。Lボタン側はモナ、Rボタン側はドリブルを操作する。
VSハードル
「クライゴア」「オービュロン」「カット」のうち、2つクリアすると出現。タイミングよくボタンを押してハードルを越え、先にゴールした方が勝ち。画面は上から俯瞰した形であり、ハードルでつまずくとタイムロスになる。また、色の濃い地面はボタンを連打しないと進みにくくなっている。Lボタン側はオービュロン、Rボタン側はクライゴアを操作する。

## 移植されたサブゲーム
サブゲームのうち2作品がニンテンドーDSiウェアとしてアレンジ移植された。

### 鳥とマメ
鳥とマメ（とりとマメ）は、「PYORO」をアレンジしたもの。一定の条件をクリアすると『鳥とマメ2』（PYORO2に相当）がプレイ可能となる。

### 紙ヒコーキ
紙ヒコーキ（かみヒコーキ）は、「はてしなく かみヒコーキ」をアレンジしたもの。従来のモードである「とことん」、決められたコースの記録を目指す「タイムアタック」、2人用（1台のDSiを2人で操作する）の「たいせん」を収録。

## 豆知識
- パッケージには、開ける箇所のベロの部分にワリオからの購入してくれたお礼のメッセージと、反対側のベロには開ける箇所ではない事を警告するメッセージが表記されている。
- 取扱説明書は「ワリオ責任編集」のシールブック（シールが付属）の形をとっており、1ページ目の注意書きから説明文がワリオ調の文体になっている。
- 初めてゲームをプレイする時や名前を変更（ネームエントリー）する時に、プレイヤーの性別を選択するが、男女どちらを選んだかにより、ドリブル・カットのデモ画面や、ゲーム・ずかんを選ぶ時のキャラクターのセリフが変化する。
- 名前変更時の名前入力画面で、Lボタンを押すごとにドリブル・カット・クライゴアのステージのBGMを聴く事ができる。
- スタッフロールの画面で、通常は青い色の星が映し出される。Lボタンを押すと赤色に変化して、BGMのうちメロディーパートのボリュームが小さくなる。逆にRボタンを押すと緑色に変化して、伴奏・リズムパートのボリュームが小さくなる。また、十字キーを押すと星が別の形に変化する（上：ハートマーク、下：トライフォース、左：ワリオの頭文字Ｗ、右：ゲームキューブのマーク）。
- 最後までスタッフロール画面を中断せずに見終えると、メイン画面に戻ったときのBGMがオルゴール風の静かな曲調に変化する（何かゲームをプレイし終え、もう1度メイン画面を開くと、元のBGMに戻る）。
- 公式ホームページで、ジミーがワリオの見つけてきたお宝として『ワリオランドアドバンス』で登場する「時のCD」の話を、ワリオが「作らせていた城が完成したので向かう」と『ワリオワールド』に繋がる話をしていることから、作品の時間軸としてはこの間であることがわかる。
- タイトル画面やメインメニューの構成はWindows XPをパロディにしている。
- カットのオープニング、ナインボルトのステージの間ではプレイヤーの名前が使用されている。
- ゲーム中に登場するPyoroのパッケージは、海外版GBAソフトのパッケージデザインと同じである（国内版は横長のパッケージだが、海外版は正方形に近い形状で左側にGBAのロゴがつく）。